# Венцислав Стоянов
Венцислав Ангелов Стоянов е български скиор, състезател по ски бягане, участник на зимните олимпийски игри в Сапоро през 1972 г., един от най-добрите български състезатели по ски бягане, национален шампион по на 15 km, 30 km и 50 km през 1966, 1967, 1968, 1972 и 1973 година, както и бронзов медалист от европейското първенство за младежи през 1966 г., носител на златни и бронзови медали от Балканиада, участник на световното първенство в Щръбско плесо (Чехословакия).

## Биография
Венцислав Стоянов е роден на 18 февруари 1946 г. в Самоков  Участва на зимните олимпийски игри в Гренобъл (1968), Сапоро (1972) и Инсбрук (1976). 
Резултати от Сапоро 1972
15 km: 53-ти от 62 участници
30 km: 46-и от 59 участници
50 km: не завършва
Състезател е на ски клуб Славия. 